# Тамміку (Мартна)
Та́мміку (ест. Tammiku küla) — село в Естонії, у волості Ляене-Ніґула повіту Ляенемаа.

## Населення
Чисельність населення на 31 грудня 2011 року становила 12 осіб.

## Географія
Через село проходить автошлях 31 (Хаапсалу — Лайкюла).

## Історія
З 1998 року село відновлено як окремий населений пункт.
До 21 жовтня 2017 року село входило до складу волості Мартна.